# IEC TC 110
Technická komise IEC TC 110, Elektronické displeje (Electronic displays),  je jednou z technických komisí Mezinárodní elektrotechnické komise (International Electrotechnical Commission, IEC). TC 110 je odpovědná za normalizaci  v oblasti elektronických displejů a příslušných specifických komponent, termínů a definic, písmenných symbolů,  základních charakteristik a hodnot, metod měření, specifikací pro zajišťování kvality a příslušných metod testování, včetně zaručování spolehlivosti.

## Připravované a publikované normy komise IEC TC 110
Aktuální stav připravovaných norem lze nalézt na webu IEC .
Aktuální stav publikovaných norem lze rovněž nalézt na webu IEC .

## Pracovní skupiny a subkomise
TC 110 sestává z řady pracovních skupin (working groups, WG), které odpovídají za normy z příslušné oblasti. Aktivní pracovní skupiny jsou uvedeny v tabulce.

| IEC TC 110 ‒ Pracovní skupiny |                                                       |                                          |
| Pracovní skupina              | Název skupiny                                         | Příklady norem                           |
| WG 6                          | 3D zobrazovací zařízení                               | IEC 62629-1-2 (terminologie)             |
| WG 8                          | Ohebná zobrazovací zařízení                           | IEC 62715-1-1 (terminologie)             |
| WG 9                          | Dotykové a interaktivní displeje                      | IEC 62908-1-2 (terminologie)             |
| WG 10                         | Laserové displeje                                     | IEC 62906-1-2 (slovník)                  |
| WG 12                         | Displeje typu brýle (eyewear displays)                | IEC TR 63145-1-1 (úvod)                  |
| WG 13                         | Optická měření elektronických displejů                | IEC 62908-12 (dotykové displeje)         |
| WG 14                         | Metody testování trvanlivosti elektronických displejů | IEC TR 63211-2-12 (klimatické testování) |

Příklady displejů řešených normami pracovních skupin WG 6 až WG 12

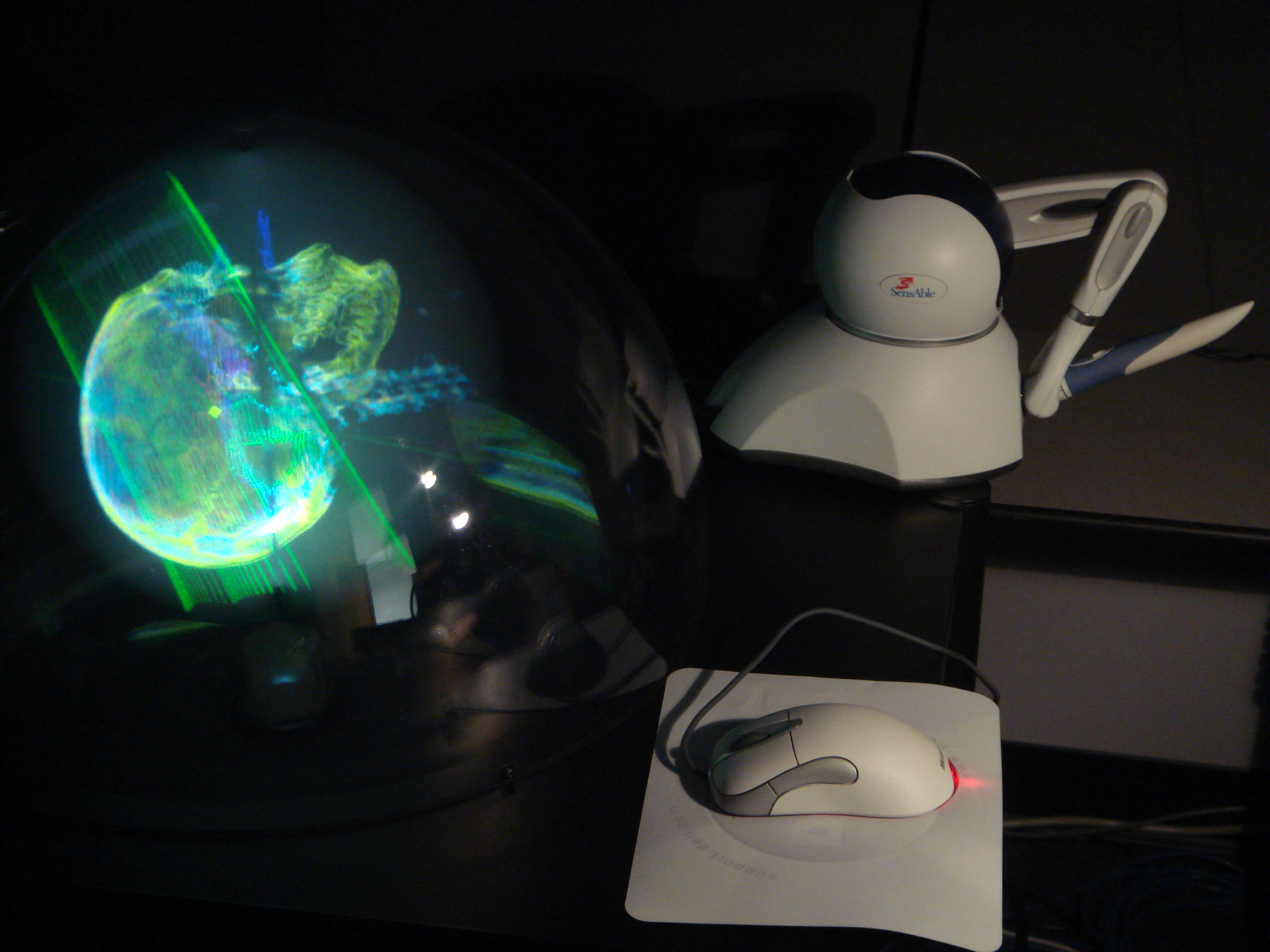
WG 6; 3D displej
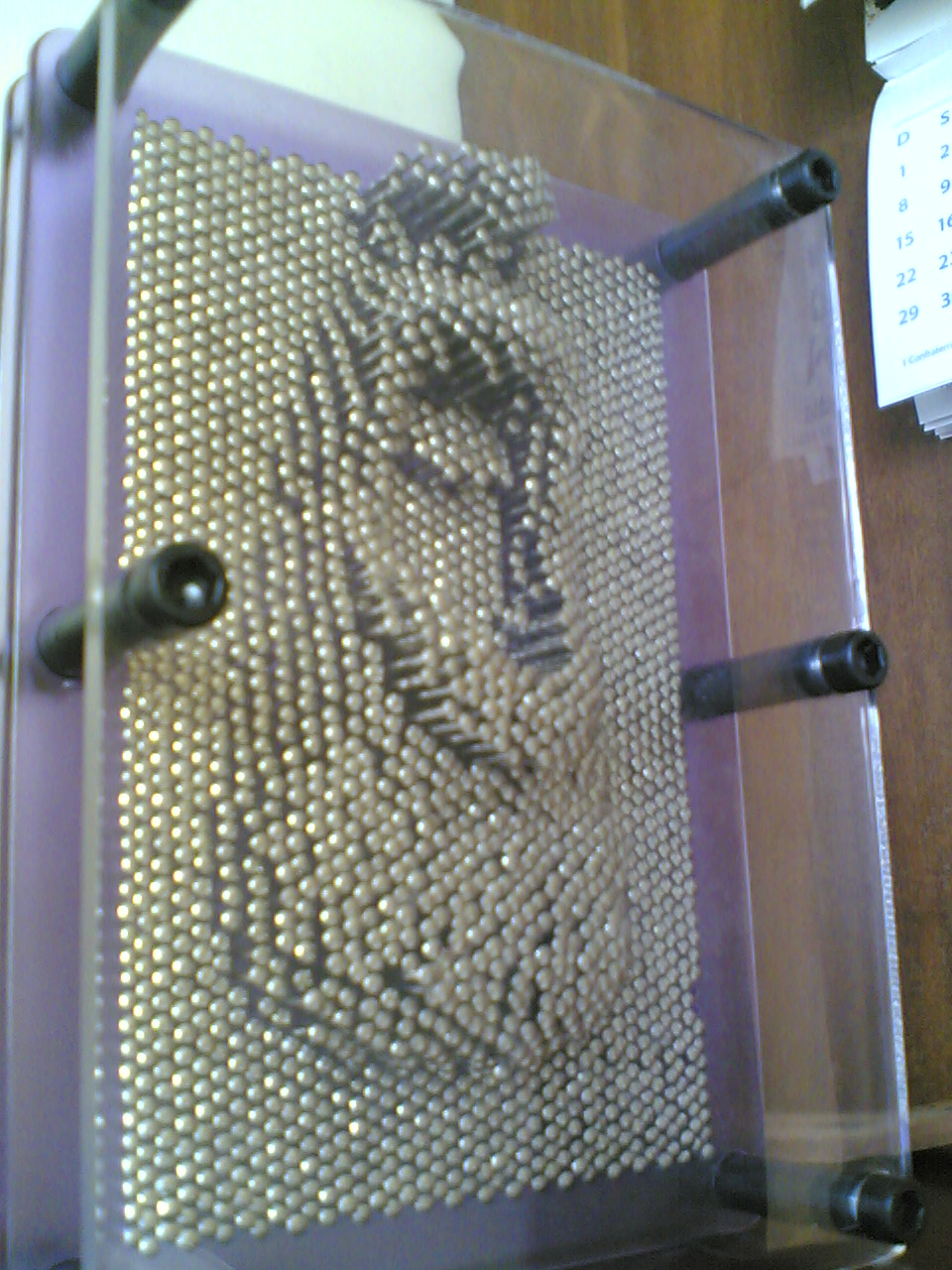
WG 9; Displej pro dotykové vnímání; spodní část tváře
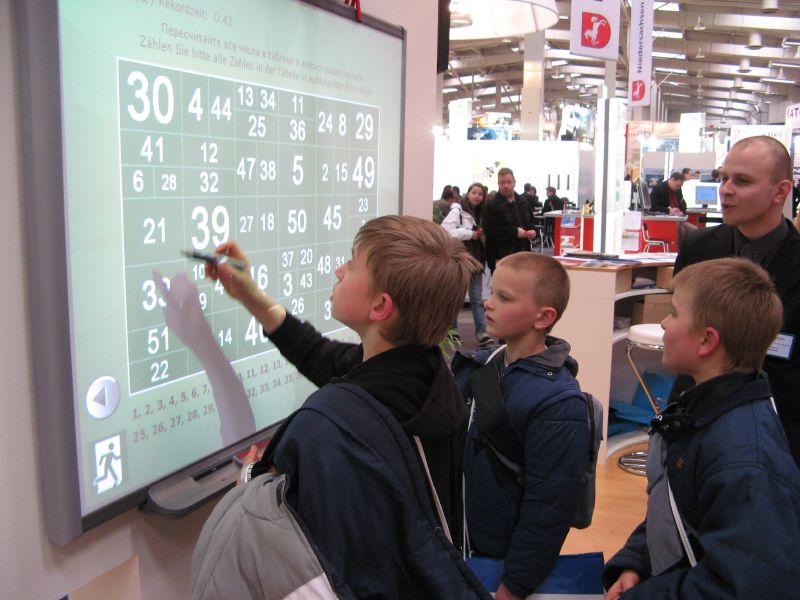
WG 9; Interaktivní displej
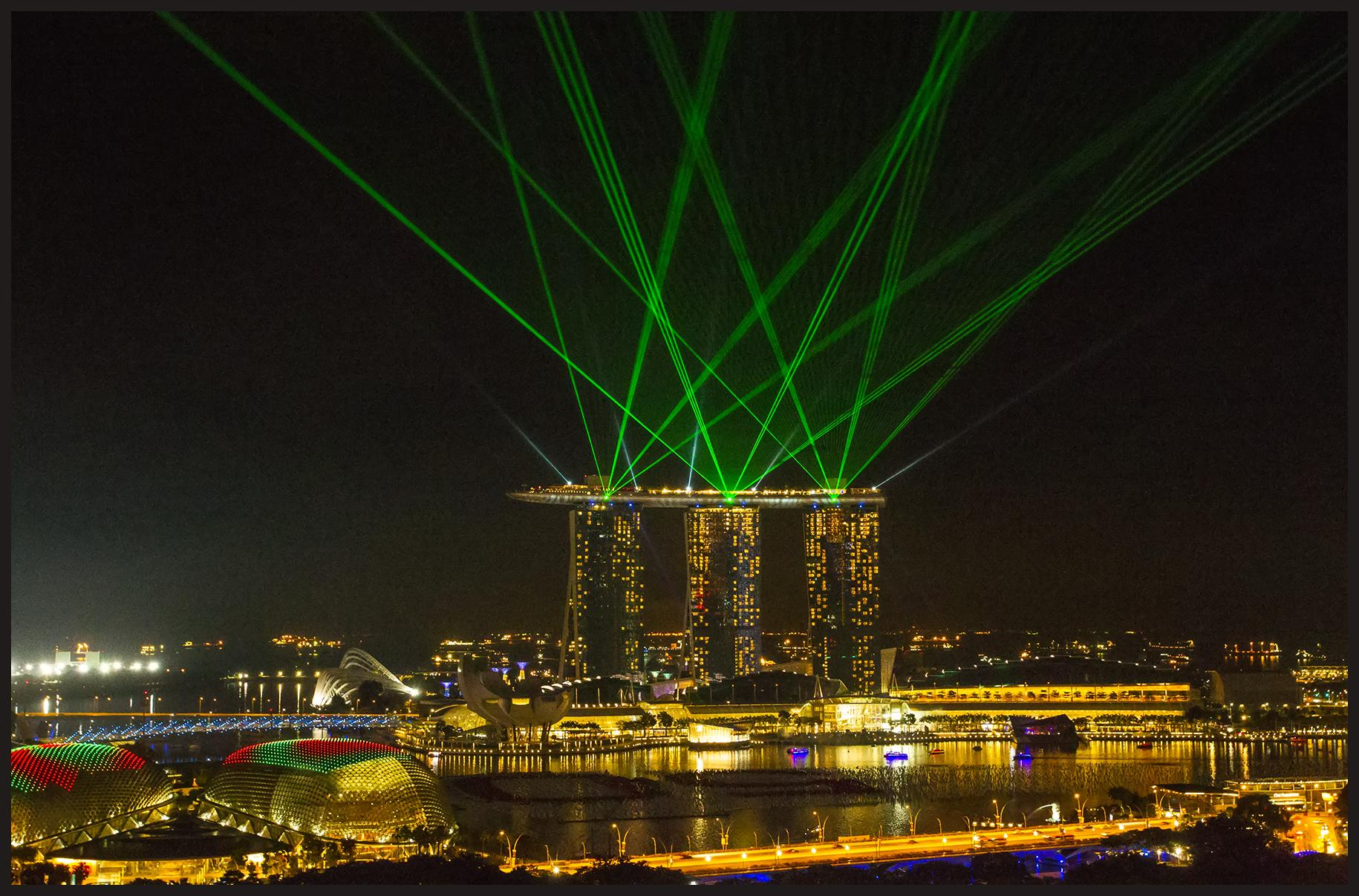
WG 10; Laserová projekční show
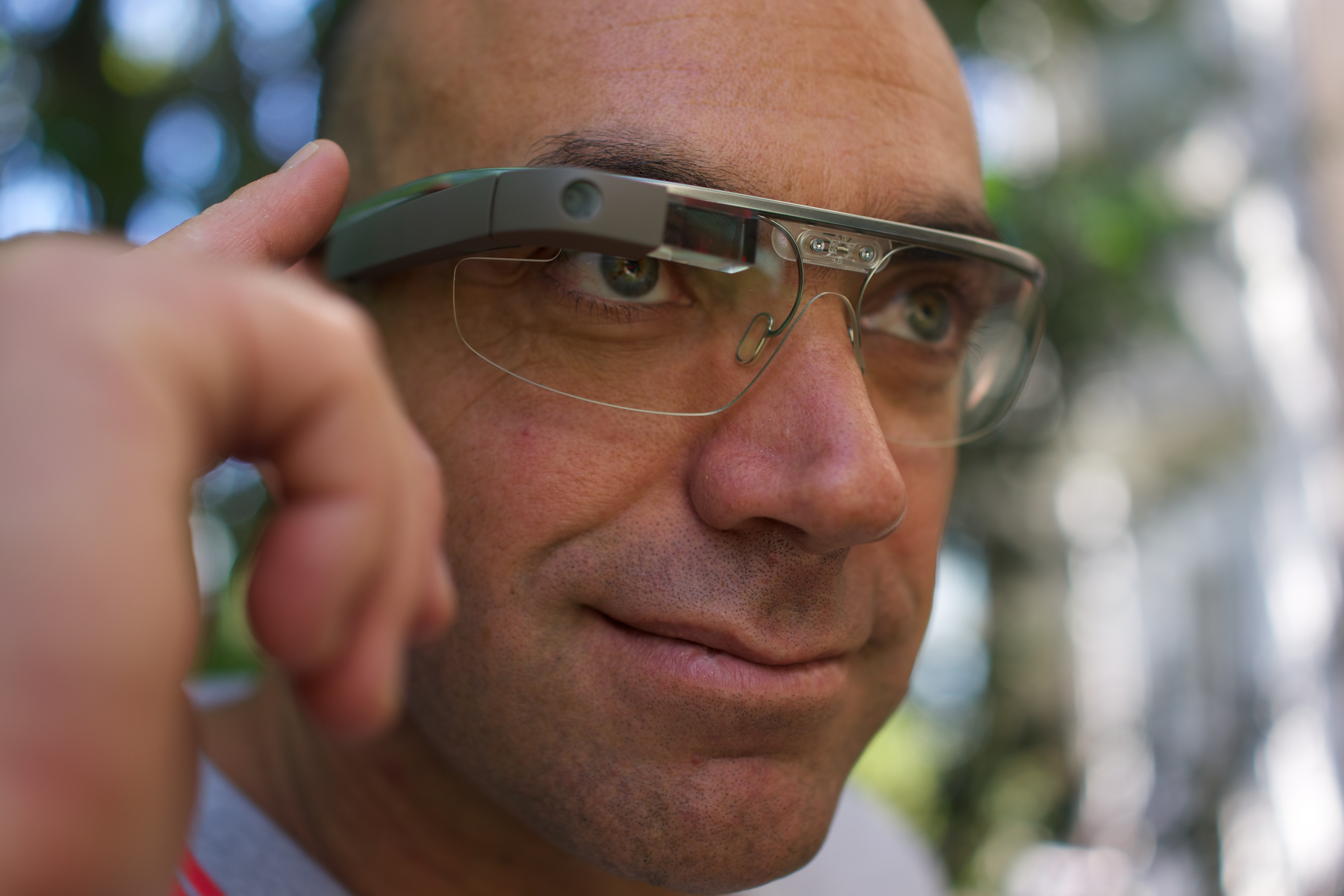
WG 12; Chytré brýle Google pro "rozšířenou" realitu